# 絕緣礙子

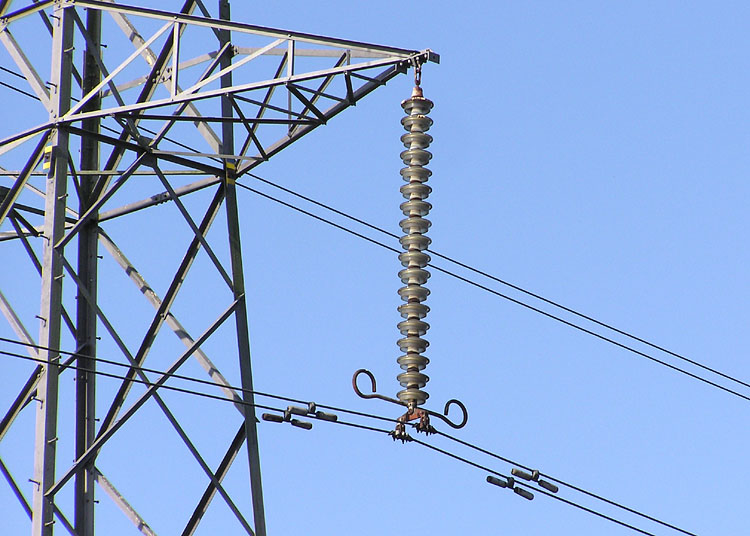
275千伏輸電系統用的一串絕緣子

絕緣器（英語：Cap and pin insulators、Voltage Insulator），也稱絕緣子或礙子，台鐵稱為隔電子，泛指用在架空輸電線路中起到電氣絕緣和機械固定作用的裝置。為此，規定有各種電氣和機械性能的要求，不會因為環境和電負荷條件發生變化導致的各種機電應力而失效。
早年絕緣子多用於電線杆稱為裝腳礙子(pin insulator)，因應高壓輸電慢慢發展成懸垂礙子串(suspension insulator)；此外，在電氣設備的絕緣部分有另一種稱支持礙子(support insulator) 。
絕緣子種類繁多，形狀各異。不同類型絕緣子的結構和外形雖有較大差別，但大都是由絕緣件和連接金具兩大部分組成的。絕緣子主體上為增加一定的爬電距離和防霧功能，大都採取傘裙形狀或類似結構造型，以提高絕緣子污穢狀態下的電氣強度。

## 電氣特性
- 漏洩距離
- 閃絡距離
- 閃絡電壓
- 破壞電壓
- 靜電容量

## 常見材質
- 陶瓷，由粘土、石英、氧化鋁和長石的混合物為材料，燒製而成。
- 合成樹脂橡膠（通常加入矽去強化絕緣）
- 玻璃纖維

## 電壓與適用數量
電壓愈高需要的礙子個數越多，也就是礙子串的長度愈長，所以從鐵塔上礙子的數量就可以判斷出電壓。
以台灣電力公司的輸電系統為例：
- 345kV：耐張(橫的)有22~24個，懸垂(直的)19~21個礙子
- 161kV：12~14個礙子
- 69kV ：約為7個礙子

## 弱點
- 鹽害
- 落塵
- 鳥類、有時候在很鄉下地方還會有猴子、還會有蛇、然後松鼠等等

## 外部連結
- "絕緣礙子" - 搜索 Google 圖書